# Seseli cuneifolium
Seseli cuneifolium är en flockblommig växtart som beskrevs av Friedrich August Marschall von Bieberstein. Seseli cuneifolium ingår i släktet säfferötter, och familjen flockblommiga växter. Inga underarter finns listade i Catalogue of Life.